# Becquigny (Aisne)
Becquigny ist eine französische Gemeinde mit 263 Einwohnern (Stand 1. Januar 2022) im Département Aisne in der Region Hauts-de-France. Sie gehört zum Arrondissement Saint-Quentin, zum Kanton Bohain-en-Vermandois und zum Gemeindeverband Pays du Vermandois.

## Geografie
Die Gemeinde Becquigny liegt an der Grenze zum Département Nord, 23 Kilometer nordöstlich von Saint-Quentin und 28 Kilometer südöstlich von Cambrai. Umgeben wird Becquigny vom Kantonshauptort Bohain-en-Vermandois im Südosten und Süden, von Prémont im Westen, von der im Département Nord gelegenen Gemeinde Busigny im Norden sowie von der dem Kanton Guise zugehörigen Gemeinde Vaux-Andigny im Nordosten.

## Bevölkerungsentwicklung
| Jahr                       | 1962 | 1968 | 1975 | 1982 | 1990 | 1999 | 2006 | 2012 | 2021 |
| Einwohner                  | 317  | 301  | 253  | 265  | 253  | 274  | 279  | 281  | 258  |
| Quellen: Cassini und INSEE |      |      |      |      |      |      |      |      |      |

## Sehenswürdigkeiten

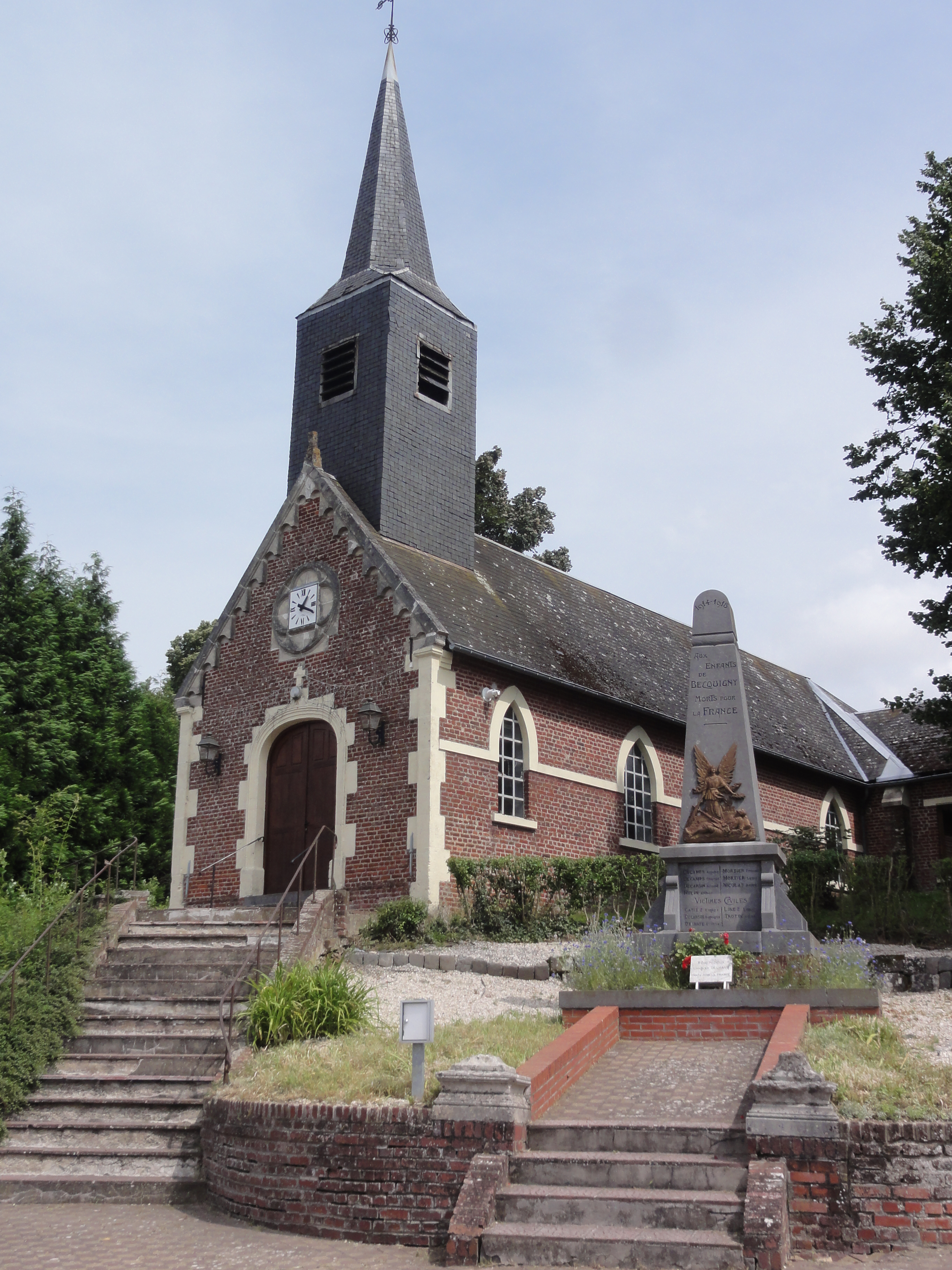
Kirche Saint-Jean-Baptiste
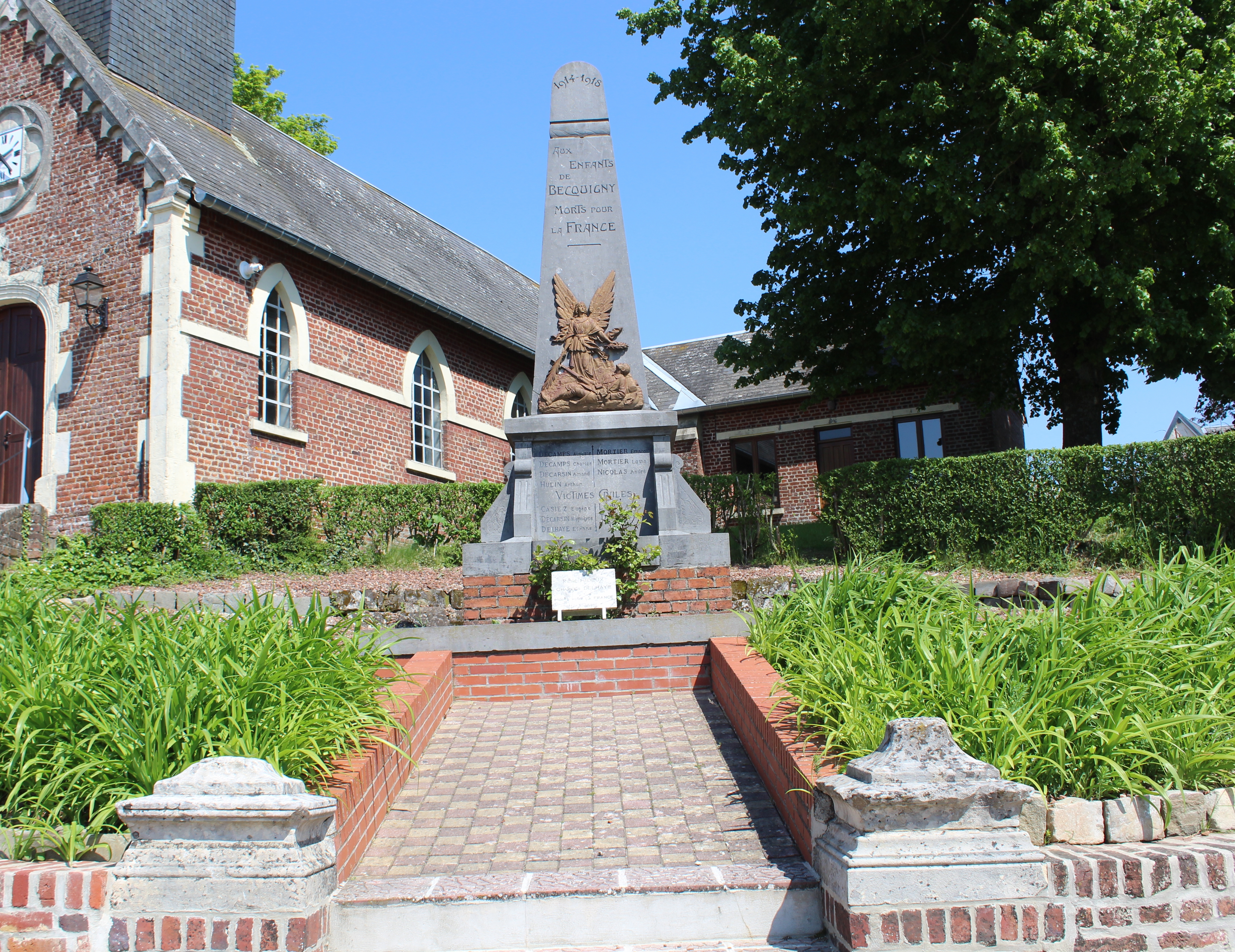
Wasserturm

- Kirche Saint-Jean-Baptiste
- Gefallenendenkmal